# Memecylon celastrinum
Memecylon celastrinum là một loài thực vật có hoa trong họ Mua. Loài này được Kurz mô tả khoa học đầu tiên năm 1875.